# Manasa, vāchā, kārmana
Manasa, vāchā, kārmana — це три санскритські слова. Слово manasa відноситься до розуму, vāchā відноситься до мови, а kārmana відноситься до дій.
У кількох індійських мовах ці три слова разом використовуються для опису стану послідовності, очікуваного від людини. Девіз manasa, vāchā, karmana зазвичай вживається, щоб означати, що людина повинна прагнути досягти стану, коли її думки, мова та дії збігаються.

## Санскритські слова
Наведені нижче визначення взяті зі словника санскриту Макдоннелла:
- मनस або манаса: «розум (у найширшому розумінні як місце інтелектуальних операцій і емоцій)»
- वाचा або vācā: «мова, слово»
- कार्मण або kārmaṇa: «що стосується дії або випливає з неї»

Ці три слова з’являються в Магабхараті 13.8.16:

कर्मणा मनसा वापि वाचा वापि परंतप / यन मे कृतं बराह्मणेषु तेनाद्य न तपाम्य अहम
"Через те, що я зробив із брахманами думкою, словом і ділом', я не відчуваю зараз ніякого болю (хоча я лежу на ліжку зі стріл)."
Ці три слова також зустрічаються принаймні в одній версії Гуру Гіти:

## Трікаранасуддхі

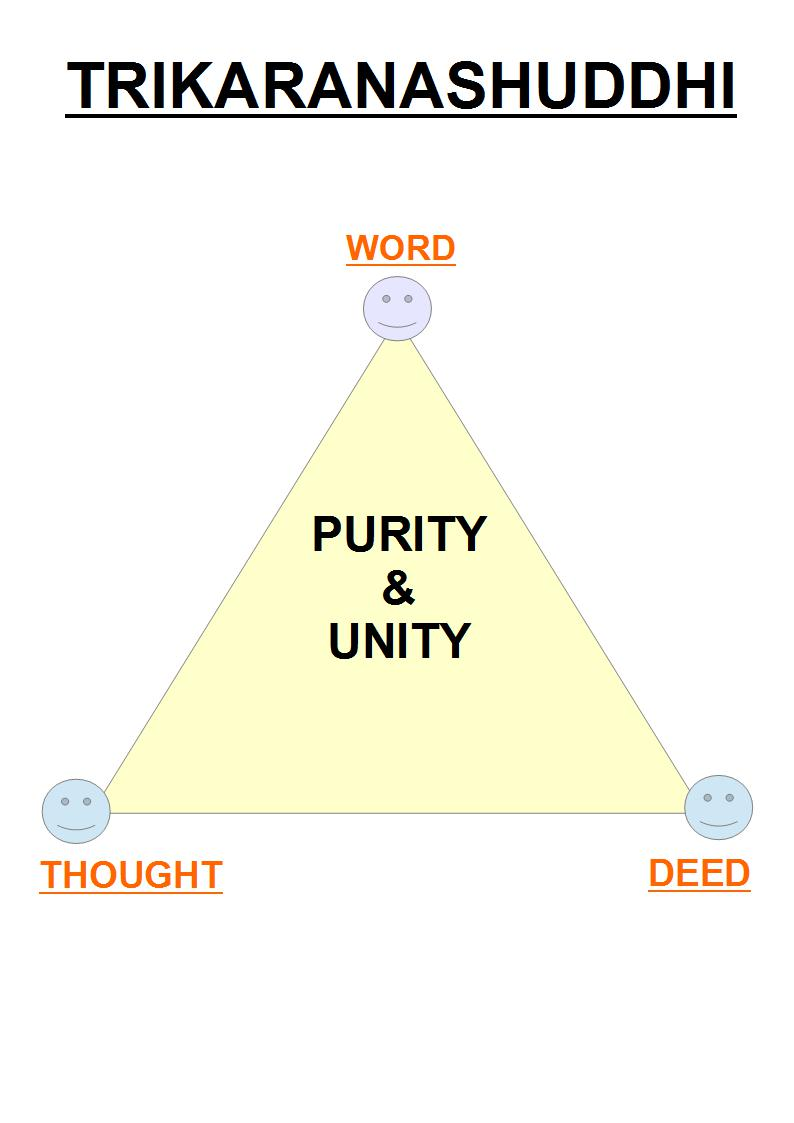
Чистота і єдність думки, слова і діла

Трікаранасуддхі вказує на чистоту та єдність (1) манаси (думки), (2) вача (слова/мови) і (3) кармани (вчинку/дії), а також гармонію та відповідність між ними. Духовний вислів Індії говорить про існування цієї відповідності у великих людей («Магатма»): «Манассекам, Вачассекам, Карманьекам Магаатманам».  Ідея Трікаранасуддхі має певний зв’язок із загальноприйнятим прислів’ям «Говори свої думки, говори свої».
Було досліджено зв’язок між трикаранасуддхі та ефективністю лідерства.